# Francisco Fernández Fábregas
Francisco Fernández Fábregas (Granada, 26 de agosto de 1944) es un antiguo diplomático español.

## Biografía
Doctor en Derecho, ingresó en 1971 en la carrera diplomática. 
Estuvo destinado en las representaciones diplomáticas españolas en Senegal y ante las Comunidades Europeas, y ha sido jefe de Gabinete del Ministro para las Relaciones con las Comunidades Europeas y del Presidente del Consejo de Estado. En 1987 fue nombrado director general de Relaciones Exteriores en las Comunidades Europeas y en 1996 pasó a ocupar el puesto de jefe de Protocolo de la Secretaría General de la Casa de S.M. el Rey. 
Ha sido embajador de España en Bélgica (2000-2004); secretario general técnico del Ministerio de Asuntos Exteriores y de Cooperación (octubre de 2004-agosto de 2008); y embajador de España en Polonia (2008-2012).